# Bernhard Hess
Bernhard Hess (ur. 5 kwietnia 1966 w Solurze) – szwajcarski polityk, lider Szwajcarskich Demokratów (2005–2012), członek Rady Narodowej Szwajcarii (1999–2007).
W 1988 został wybrany do Wielkiej Rady w Bernie, w latach 1994–1998 zasiadał w radzie miejskiej Berna. Ponownie do rady miejskiej Berna został wybrany w 2024 roku.